# Pyridin-2,3-dialdehyd
Pyridin-2,3-dialdehyd ist eine heterocyclische chemische Verbindung, welche aus einem Pyridingerüst besteht, das in 2- und 3-Position Aldehydfunktionen trägt.

## Darstellung
Pyridin-2,3-dialdehyd kann durch Ozonolyse von Chinolin hergestellt werden.

## Reaktionen
Der Dialdehyd kann oxidativ mit Wasserstoffperoxid zu Chinolinsäure umgesetzt werden, welche anschließend zur industriell bedeutenden Nicotinsäure decarboxyliert werden kann.